# Ryōtarō Shiba
Ryōtarō Shiba (司馬 遼太郎, Shiba Ryōtarō), nascut Teiichi Fukuda (福田 定一, Fukuda Teiichi, 7 d'agost de 1923 – 12 de febrer de 1996)}, fou un escriptor japonès més conegut per les seves novel·les sobre fets històrics al Japó i al subcontinent del nord-est asiàtic, així com els seus assaigs històrics i culturals relatius al Japó i la seva relació amb la resta del món.

## Carrera
Shiba va prendre el seu nom de ploma de Sima Qian, el gran historiador de la dinastia Han (Shiba és la representació japonesa de Sima).Va estudiar mongol a l'Escola de Llengües Estrangeres (ara Escola d'Estudis Estrangersa la Universitat d'Osaka) i va començar la seva carrera com a periodista amb el Sankei Shimbun, un dels principals diaris del Japó. Després de la Segona Guerra Mundial Shiba va començar a escriure novel·les històriques. La revista Shukan Asahi (ja:週刊朝日) va imprimir els articles de Shiba sobre els seus viatges al Japó en una sèrie que va suposar 1.146 lliuraments. Shiba va rebre el premi Naoki per la novel·la Fukurō no Shiro de 1959 ("El castell del mussol"). El 1993 Shiba va rebre l'Orde del Mèrit Cultural del Govern del Japó. Shiba va ser un autor prolífic que va escriure amb freqüència sobre el canvi dramàtic que va travessar el Japó durant les darreries del període Edo i el començament del període Meiji. Les seves obres més monumentals inclouen Kunitori Monogatari, Ryoma ga Yuku, Moeyo Ken i Saka no ue no Kumo; totes elles han generat dramatitzacions, sobretot, drames Taiga emesos en segments d'una hora durant tot un any a la televisió NHK. També va escriure nombrosos assajos publicats en col·leccions, un dels quals - Kaidō wo Yuku - és un treball de revistes de diversos volums que cobreix els seus viatges a través del Japó i del món. Shiba és molt apreciat per l'originalitat de les seves anàlisis d'esdeveniments històrics, i al Japó és l'autor de novel·la històrica més popular.

## Ryōma ga Yuku
Una de les obres més conegudes de Shiba, Ryōma va pel seu camí (竜馬がゆく, Ryōma ga Yuku), és una novel·la històrica sobre Sakamoto Ryōma, un samurai que va contribuir a la restauració Meiji del Japó, després de la qual es van introduir valors i elements de la cultura occidental. al país, que va provocar un canvi dramàtic.El darrer període Edo va ser un moment molt confós quan el país es va dividir en dues faccions. El Japó havia prohibit el comerç internacional durant més de dos-cents anys i es va aïllar de la resta del món. Durant el període Edo, el govern japonès, que estava dirigit pel clan Tokugawa, havia acordat obrir el país al comerç amb els Estats Units i diversos països europeus. Tot i això, molta gent s'hi oposava i van iniciar un moviment anomenat Sonnō jōi ("reverenciar l'emperador i expulsar els bàrbars"). Creien que havien de plantar cara i lluitar contra els estrangers per protegir el país de la dominació forana. Els Tokugawa havien usurpat el poder polític de l'emperador, però aquest encara era considerat el símbol sagrat del Japó per a molts. Per protegir el país, la facció Sonnō-Jōi va intentar restaurar l'autoritat política de l'emperador derrocant el shogunat Tokugawa. Els partidaris d'aquestes dues institucions polítiques van causar una mena de guerra civil i els assassinats eren freqüents.
A Ryōma ga Yuku, Sakamoto Ryōma, el protagonista, comença com a membre de la facció Sonnō-Jōi, però a poc a poc s'adona que la gent ha d'adonar-se d'amb quina força han crescut altres països durant els dos segles japonesos de reclusió nacional. El Japó era gairebé impotent davant la tecnologia i la indústria ben desenvolupada de les potències occidentals contemporànies. Creia que el Japó necessitava adoptar elements de la cultura occidental per convertir-se en un país que pogués situar-se a un nivell d'igual a igual a les altres nacions.
Sakamoto Ryōma no era gaire conegut al Japó abans de la publicació de Ryōma ga Yuku.És la seva obra més venuda en japonès, amb un total de 21.250.000 exemplars.

## Kaidō wo Yuku
Kaidō wo Yuku (街道をゆく, A les carreteres) és una sèrie d'assajos de viatges publicats inicialment a Shūkan Asahi, una revista setmanal,des de 1971 fins a 1996. Shiba va escriure la sèrie amb perspectiva intercultural, fent observacions sobre la història, la geografia i la gent dels llocs que va visitar. Tot i que es tracta principalment de diferents zones del Japó, la sèrie inclou diversos volums també en terres estrangeres: Xina, Corea, països del Namban Irlanda, Països Baixos, Mongòlia, Taiwan i Nova York.
L'obra, que ja es troba disponible en forma de llibre de diversos volums, també es va convertir en sèries documentals i es va emetre a l'NHK, la cadena de televisió pública del Japó.

## Saka no ue no Kumo
Una altra obra ben coneguda, Els núvols sobre el turó (坂の上の雲, Saka no Ue no Kumo), és una història èpica històrica centrada en les carreres de dos ambiciosos germans, nascuts a Matsuyama,que s'obren pas fins a posicions de preeminència al nou període post Meiji. En ella, els germans Akiyama s'esforcen a construir un exèrcit japonès capaç de mantenir-se per si mateix en una regió inestable i la guerra russojaponesa es converteix en l'escenari central de la seva participació en la frenètica modernització i ascendència del Japó a la regió i, posteriorment, al món.
Saka no ue no Kumo és la segona obra més venuda de Shiba en japonès, amb un total de 14.750.000 exemplars.

## Mort
Shiba va patir una ruptura d'un aneurisma aòrtic abdominal i va caure en coma el 10 de febrer de 1996. Va morir dos dies després.

## Llegat
A la ciutat de Higashiōsaka (prefectura d'Osaka), es va inaugurar el 1996 un museuen memòria de l'escriptor, situat a la casa on va viure l'escriptor els seus últims anys. El museu consta de dues parts: ka casa de l'autor i el museu de nova construcció, inaugurat l'1 de novembre de 2001.
Al voltant de 20.000 llibres de la col·lecció personal de l'escriptor s'emmagatzemen a les prestatgeries d'11 metres d'alçada de la sala d'exposicions, dissenyada per Tadao Ando.

## Obres
| - Fukurō no Shiro (梟の城), 1959, sobre Ishikawa Goemon - Kamigata Bushidō (上方武士道), 1960 - Kaze no Bushi (風の武士), 1961 - Sen'un no Yume (戦雲の夢), 1961, sobre Chōsokabe Morichika - Fūjin no Mon (風神の門), 1962, sobre Kirigakure Saizō - Ryūma ga Yuku (竜馬がゆく), 1963–1966, sobre Sakamoto Ryōma i Nakaoka Shintarō - Moeyo Ken (燃えよ剣), 1964, sobre Hijikata Toshizō - Shirikurae Magoichi (尻啖え孫市), 1964 - Kōmyō ga Tsuji (功名が辻), 1965, sobre Yamauchi Kazutoyo i la seva dona - Shiro o Toru Hanashi (城をとる話), 1965 - Kunitori Monogatari (国盗り物語), 1965, sobre Saitō Dōsan, Oda Nobunaga i Akechi Mitsuhide - Hokuto no Hito (北斗の人), 1966, sobre Chiba Shūsaku - Niwaka Naniwa Yūkyōden (俄 浪華遊侠伝), 1966, - Sekigahara (関ヶ原), 1966, sobre Shima Sakon, Ishida Mitsunari i Tokugawa Ieyasu - Saigo no Shōgun (最後の将軍), 1966, sobre Tokugawa Yoshinobu - Jūichi-banme no Shishi (十一番目の志士), 1967 - Junshi (殉死), 1967, sobre Nogi Maresuke - Natsukusa no Fu (夏草の賦), 1968, sobre Chōsokabe Motochika - Shinshi Taikōki (新史太閤記), 1968, sobre Toyotomi Hideyoshi - Yoshitsune (義経), 1968, sobre Minamoto no Yoshitsune - Tōge (峠), 1968, sobre Kawai Tsugunosuke - Musashi (武蔵), 1968, sobre Miyamoto Musashi - Saka no Ue no Kumo (坂の上の雲), 1969–1972, sobre Akiyama Yoshifuru, Akiyama Saneyuki, Masaoka Shiki - Yōkai (妖怪), 1969, sobre Hino Tomiko i Ashikaga Yoshimasa - Daitō Zenshi (大盗禅師), 1969, sobre Yui Shōsetsu i Zheng Chenggong - Saigetsu (歳月), 1969 - Yo ni Sumu Hibi (世に棲む日日), 1971, sobre Takasugi Shinsaku i Yoshida Shōin - Jōsai (城塞), 1971–1972, sobre Obata Kagenori - Kashin (花神), 1972, sobre Ōmura Masujirō, Fukuzawa Yukichi i Ogata Kōan - Haō no Ie (覇王の家), 1973, sobre Tokugawa Ieyasu - Harima-nada Monogatari (播磨灘物語), 1975, sobre Kuroda Yoshitaka - Tobu ga Gotoku (翔ぶが如く), sobre Saigō Takamori - Kūkai no Fūkei (空海の風景), 1975, sobre Kūkai - Kochō no Yume (胡蝶の夢), 1979, sobre Shiba Ryōkai, Matsumoto Ryōjun i Seki Kansai - Kōu to Ryūhō (項羽と劉邦), 1980 - Hitobito no Ashioto (ひとびとの跫音), 1981, sobre Masaoka Chūsaburō - Nanohana no Oki (菜の花の沖), 1982, sobre Takadaya Kahei - Hakone no Saka (箱根の坂), 1984, sobre Hōjō Sōun - Dattan Shippūroku (韃靼疾風録), 1987, sobre Nurhaci i Huang Taiji | - Shiroi Kangiten (白い歓喜天), 1958 - Ōsaka Samurai (大阪侍), 1959 - Saigo no Igamono (最後の伊賀者), 1960 - Kashin Koji no Genjutsu (果心居士の幻術), 1961 - Oo, Taihō (おお、大砲), 1961 - Ichiya Kanjo (一夜官女), 1962 - Shinsetsu Miyamoto Musashi (真説宮本武蔵), 1962 - Hanafusa Sukenobyōe (花房助兵衛), 1963 - Bakumatsu (幕末), 1963 - Shinsengumi Keppūroku (新選組血風録), 1964 - Kibō no Hito (鬼謀の人), 1964 - Yotte Sōrō (酔って候), 1965 - Toyotomi-ke no Hitobito (豊臣家の人々), 1967 - Ōjō no Goeisha (王城の護衛者), 1968 - Kenka Sōun (喧嘩草雲), 1968 - Kokyō Bōjigataku Sōrō (故郷忘じがたく候), 1968 - Hitokiri Izō (人斬り以蔵), 1969 - Bajō Shōnen Sugu (馬上少年過ぐ), 1970 - Shiba Ryōtarō Tampen Sōshū (司馬遼太郎短篇総集), 1971, edició completa de les seves narracions en 12 volums - Mokuyōtō no Yakai (木曜島の夜会), 1977 - Ore wa Gongen (おれは権現), 1982 - Gunshi Futari (軍師二人), 1985 - Armstrong-hō (アームストロング砲), 1988 - Persia no Genjutsushi (ペルシャの幻術師), 2001 - Samurai wa Kowai (侍はこわい), 2005 - Kayōtan (花妖譚), 2009 |

Del 1973 al 2000 l'editorial Bungei Shunjū va publicar una edició completa de 68 volums.